# Reichenbachia (owady)
Reichenbachia – rodzaj chrząszczy z rodziny kusakowatych, podrodziny Pselaphinae. Fauna Europaea wymienia trzy gatunki. W Polsce występuje R. juncorum.